# Central Coast AVA
Central Coast AVA (anerkannt seit dem 24. Oktober 1985) ist ein Weinbaugebiet im US-Bundesstaat Kalifornien. Die Rebflächen des riesigen Gebiets erstrecken sich vom Santa Barbara County im Süden bis zum San Francisco Bay Area im Norden. Im Rahmen der Bemühungen, den Terroir Begriff in Kalifornien einzuführen, wurden in der Zwischenzeit eine Fülle von Subregionen mit schärfer umrissenen Anbaubedingungen eingerichtet.
Obwohl eine Vielzahl verschiedener Rebsorten angepflanzt wurde, dominiert mit fast 50 Prozent der Chardonnay den Rebsortenspiegel.

## Countys
Aufgrund der amerikanischen Gesetzgebung gilt jedes County als geschützte Herkunftsbezeichnung im Sinne des Weinbaus. Das Alcohol and Tobacco Tax and Trade Bureau brauchte daher die folgenden Countys nicht in getrennten Verfahren anzuerkennen:
- Contra Costa County
- Monterey County
- San Luis Obispo County
- Santa Barbara County
- Santa Clara County
- Santa Cruz County